# Épervier nain
Microspizias superciliosus
Espèce
Statut de conservation UICN

 LC  : Préoccupation mineure
Statut CITES
L'Épervier nain (Microspizias superciliosus) est une espèce d'oiseau de la famille des Accipitridae.

## Description
C'est un des plus petits rapaces du monde[réf. souhaitée]. Les mâles mesurent seulement 20 cm, environ la taille d'un étourneau, bien que les femelles soient légèrement plus grandes avec 26,5 cm en moyenne. Le poids varie de 75 à 120 gr. Comme pour la plupart des rapaces, le dimorphisme sexuel est considérable : les femelles mesurant jusqu'à 25 % de plus que les mâles.

## Répartition
Cet oiseau peuple les milieux humides, de la moitié sud de l'Amérique centrale et la moitié nord de l'Amérique du Sud (absent du Cerrado).

## Sous-espèces
D'après la classification de référence (version 14.1, 2024) de l'Union internationale des ornithologues, l'Épervier nain possède 2 sous-espèces (ordre philogénique) :
- Accipiter superciliosus fontainieri Bonaparte 1853 : du Nicaragua à l'Équateur, mais à l'ouest des Andes ;
- Accipiter superciliosus superciliosus (Linnaeus, 1766) : à l'est des Andes.